# النادرة (إب)

تعديل مصدري - تعديل

النادرة هي مدينة يمنية في محافظة إب، وهي مركز مديرية النادرة، بلغ تعداد سكانها 7531  نسمة حسب الإحصاء الذي أجري عام 2004.

## الأحياء والحارات
| م | الحارة | عدد المساكن | عدد الأسر | الذكور | الأناث | الإجمالي |
| - | ------ | ----------- | --------- | ------ | ------ | -------- |
| 1 |        |             |           |        |        |          |